# Svartby (musikgrupp)
Svartby är ett ryskt folkmetalband som grundades 2003 av Alexander Ostanin (Giftsvamp) och Stanislav Pavlov (Lindwurm). Bandet skriver låtar på både svenska och engelska. Deras texter är baserade på en påhittad plats vid namn Svartby, som är bebott av häxor, dvärgar och små djävular som kan kontrollera de olika elementen. Dessa varelser hatar människor, vilket beskrivs tydligt i låttexterna. 

## Medlemmar
Nuvarande medlemmar
- Giftsvamp (Александр Останин / Alexander Ostanin) – keyboard (2004– )
- Lindwurm (Станислав Павлов / Stanislav Pavlov) – gitarr (2004– )
- Humla (Василий Губарь / Vasily Gubar) – gitarr (2010– )
- Gnofkes (Максим Сюсюкин / Maxim Syusyukin) – sång (2011– )
- Woopzy (Владимир Бабахин / Vladimir Babakhin) – trummor (2014– )
- Fjällräv (Евгений / Evgeniy) – basgitarr (2014– )

Tidigare medlemmar
- Støy – gitarr
- Somna – trummor (2004–2009)
- Hemskalf (Михаил Захаров / Mihail Zaharov) – sång, gitarr (2004–2005)
- Torhall (Андрей Козлов / Andrey Kozlov) – sång, basgitarr (2004–2009)
- Hök (Evgeny Kazhentsev) – gitarr (2005–2009)
- Fenrir – trummor (2009–2010)
- Skrik – sång, basgitarr (2009–2011)
- aZ – basgitarr (2011–2014)

Turnerande medlemmar
- Red Joker (Иван Каширин / Ivan Kashirin) – trummor (2012– )
- Pavel "Sartre" Kozhukhovsky (Павел Кожуховский) – sång (2015–2016)
- Pavel Mosin (Павел Мосин) – trummor (2018)

## Diskografi
Demo
- 2012 – Mushroom Kingdom

Studioalbum
- 2007 – Kom i min kittel
- 2009 – Riv, hugg och bit
- 2012 – Elemental Tales
- 2015 – Swamp, My Neighbour
- 2019 – Big Boss

EP
- 2005 – Kom i min kittel
- 2007 – Tomte
- 2014 – Karl's Egg Farm
- 2017 – Festa hårt

Singlar
- 2010 – "Scum from Underwater"
- 2015 – "Clock Tower" (digital fil)
- 2017 – "Under frusna stjärnor" (digital fil)